# Luis Sánchez Pontón
Luis Sánchez Pontón (* 8. August 1895 in Jalisco; † 1969) war ein mexikanischer Botschafter und Erziehungsminister.

## Leben
Luis Sánchez Pontón war Sohn von Manuel Sánchez de Lara. Er studierte Rechtswissenschaft, übte den Beruf des Rechtsanwaltes aus und war zeitweise der Oficial Mayor de Hacienda (Leiter des Finanzministeriums).
Pontón war unter der Regierung von Manuel Ávila Camacho von 1941 bis 1942 Erziehungsminister. Er hielt sich bei dieser Tätigkeit an den Artikel 3 der mexikanischen Verfassung von 1934, dass die staatliche Erziehung sozialistisch zu sein habe. Anschließend war er Botschafter in Quito, in Bern und schließlich vom 1. August 1946 bis zum 13. März 1947 im russischen St. Petersburg.
| Vorgänger                 | Amt | Nachfolger                  |
| ------------------------- | --- | --------------------------- |
| Ignacio Beteta            | Secretaría de Educación Pública 1. Dezember 1940 bis 12. September 1941                                                               | Octavio Béjar Vázquez       |
| Pablo Campos Ortiz        | Mexikanischer Botschafter in Quito am 1. November 1941 ernannt, am 31. Januar 1942 akkreditiert, am 1. Juli 1942 abgereist            | Salvador Martínez Mercado   |
| Alfonso Acosta Villalobos | Mexikanischer Botschafter in Bern am 14. März 1946 ernannt, am 2. April 1946 akkreditiert, am 30. Oktober 1946 abgereist.             | Waldo Romo Castro           |
| Narciso Bassols           | Mexikanischer Botschafter in Sankt Petersburg am 1. August 1946 ernannt, am 18. Oktober 1946 akkreditiert, am 13. März 1947 abgereist | Luciano José Joublanc Rivas |